# Andrew M. Gleason
Pour les articles homonymes, voir Gleason.
 (août 2020).
Andrew Mattei Gleason (1921-2008) est un mathématicien américain qui, en tant que jeune officier de marine de la Seconde Guerre mondiale, brisa les codes militaires allemands et japonais, contribuant de façon fondamentale à des domaines mathématiques très variés, y compris en résolvant le cinquième problème de Hilbert, et permit une innovation dans l'enseignement à tous les niveaux. Le théorème de Gleason (en) en logique quantique et le graphe de Greenwood-Gleason, un exemple important dans la théorie de Ramsey, portent son nom.
Toute la carrière académique de Gleason se déroule à l'université Harvard, où il prit sa retraite en 1992. Ses nombreux postes académiques et universitaires comprenaient la présidence du département de mathématiques de Harvard et de la Harvard Society of Fellows, ainsi que la présidence de l'American Mathematical Society. Il a conseillé le gouvernement des États-Unis sur la sécurité cryptographique et le Massachusetts sur l'éducation pour les enfants, presque jusqu'à la fin de sa vie.
Gleason a remporté le Prix Newcomb-Cleveland en 1952 et le Gung-Hu Distinguished Service Award de l'American Mathematical Society en 1996. Il a été membre de l'Académie nationale des sciences et de la Société américaine de philosophie. Il a été titulaire de la chaire Hollis de mathématiques et de philosophie naturelle à Harvard.
Il aimait dire que les démonstrations mathématiques « ne sont pas vraiment là pour vous convaincre que quelque chose est vrai—elles sont là pour vous montrer pourquoi c'est vrai. » Les Notices of the American Mathematical Society l'ont décrit comme « l'un des géants silencieux des mathématiques du XXe siècle, un professeur accompli dédié à l'érudition, l'enseignement et le service dans une égale mesure. »

## Biographie

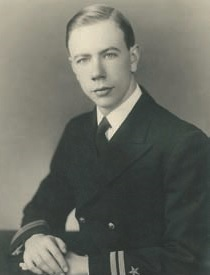
US Navy, dans les années 1940.

Gleason est né à Fresno (Californie), le plus jeune de trois enfants ; son père Henry A. Gleason (en) était botaniste et membre de la Mayflower Society, et sa mère était la fille du vigneron américano-suisse Andrew Mattei. Son grand frère Henry Jr. est devenu linguiste. Il a grandi à Bronxville, New York, où son père était le conservateur du Jardin botanique de New York.
Après un court séjour au lycée de Berkeley, en Californie, il est diplômé du lycée Roosevelt, à Yonkers, gagnant une bourse d'études à l'université Yale. Le mathématicien de Yale, William Raymond Longley, l'a poussé à essayer un cours de mécanique normalement destiné aux juniors.
Un mois plus tard, il s'est inscrit à un cours d'équations différentielles. Quand Einar Hille a temporairement remplacé l'instructeur régulier, Gleason a trouvé le style de Hille incroyablement différent, « Il avait une vision des mathématiques qui était tout simplement très différente... C'était une expérience très importante pour moi. ». En deuxième année, il assista au cours de Hille en analyse réelle de niveau universitaire. « En commençant par ce cours avec Hille, j'ai commencé à avoir une idée de ce que sont les mathématiques. »
Pendant son séjour à Yale, il a participé trois fois (1940, 1941 et 1942) au concours mathématique William Lowell Putnam, se classant toujours parmi les cinq meilleurs dans le pays (ce qui fait de lui le deuxième candidat étant trois fois Putnam Fellow).
Après que les Japonais ont attaqué Pearl Harbor pendant sa dernière année, Gleason a demandé une commission à l'US Navy, et, à l'obtention de son diplôme, il a rejoint l'équipe qui travaillait à briser les codes navals japonais. Il a également collaboré avec des chercheurs britanniques attaquant Enigma ; Alan Turing, qui a passé beaucoup de temps avec Gleason lors d'une visite à Washington, l'a qualifié de « brillant jeune mathématicien diplômé de Yale » dans un rapport de sa visite.

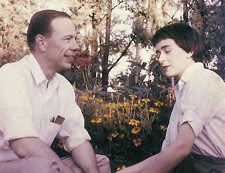
Andrew Gleason avec Jean Berko, 1958

En 1946, sur la recommandation du collègue de la Marine, Donald Howard Menzel, Gleason a été nommé boursier junior à Harvard. L'un des premiers objectifs du programme Junior Fellows était de permettre à de jeunes chercheurs de contourner le long processus de doctorat ; quatre ans plus tard, Harvard nomma Gleason professeur assistant de mathématiques, mais il fut presque immédiatement rappelé à Washington pour un travail de cryptographie lié à la guerre de Corée. Il est retourné à Harvard à l'automne de 1952 et a publié peu après le plus important de ses résultats sur le cinquième problème de Hilbert. Harvard lui a décerné le poste l'année suivante.
En janvier 1959, il épousa Jean Berko (en) qu'il avait rencontré lors d'une fête mettant en vedette la musique de Tom Lehrer. Berko, psycholinguiste, a travaillé pendant plusieurs années à l'Université de Boston. Ils ont eu trois filles.
En 1969, Gleason a obtenu la chaire Hollis de mathématiques et de philosophie naturelle, la plus ancienne chaire scientifique (fondée en 1727) des États-Unis. Il a pris sa retraite de Harvard en 1992 mais est resté actif au service de Harvard (en tant que président de la Society of Fellows, par exemple) et aux mathématiques : en particulier en promouvant le projet de réforme du calculus de Harvard, et en travaillant avec le Conseil de l'éducation du Massachusetts.
Il est décédé en 2008 de complications à la suite d'une opération.

## Réforme de l'enseignement et de l'éducation

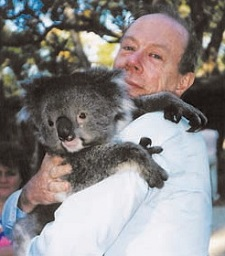
Australie, 1988

Gleason a déclaré qu'il « aimait toujours aider les autres en mathématiques ». Un collègue a dit qu'il « considérait l'enseignement des mathématiques — comme faire des mathématiques — à la fois important et vraiment amusant. » À quatorze ans, au cours de sa brève présence à l'école secondaire de Berkeley, il s'ennuyait non seulement en géométrie du premier semestre, mais aidait aussi les autres élèves à faire leurs devoirs, y compris ceux qui suivaient la deuxième partie du cours, qu'il n'avait pas encore écouté.
À Harvard, il « enseignait régulièrement à tous les niveaux », y compris des cours administrativement lourds. Une classe a présenté à Gleason une gravure encadrée de la mère et de l'enfant de Picasso en reconnaissance de son attention pour eux.
En 1964, il a créé le « premier des cours de 'bridge' ». Un tel cours est conçu pour enseigner aux nouveaux étudiants, habitués à apprendre par cœur les mathématiques au secondaire, à raisonner de manière abstraite et à construire des preuves mathématiques. Cet effort a conduit à la publication de Fundamentals of Abstract Analysis, dont un critique a écrit :
« Ceci est un livre des plus inhabituel... Chaque mathématicien sait bien faire la différence entre une chaîne sans vie de propositions formalisées et le « sentiment » que l'on a en vue d'une théorie mathématique, et sera probablement d'accord que cela aide l'étudiant à atteindre cette vue « intérieure », étant le but ultime de l'éducation mathématique ; mais il abandonnera toute tentative de réussir ceci, excepté par l'enseignement oral. L'originalité de l'auteur est qu'il a essayé d'atteindre cet objectif dans un manuel, et a remarquablement bien réussi cette tâche, presque impossible. La plupart des lecteurs seront probablement ravis (comme l'a été le critique) de trouver, page après page, des discussions laborieuses et des explications sur les procédures mathématiques et logiques standard, toujours écrites dans le style le plus heureux, qui n'épargnent aucun effort pour obtenir la plus grande clarté. »

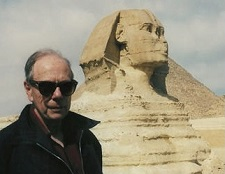
Le Sphinx, 2001

Ses notes et exercices sur les probabilités et les statistiques, rédigés pour ses conférences à des collègues en cassage de code pendant la guerre sont restés en usage dans la formation de la National Security Agency pendant plusieurs décennies ; ils ont été publiés ouvertement en 1985.
Dans un article de la revue Science en 1964, Gleason décrit un paradoxe apparent dans les tentatives d'expliquer les mathématiques aux non-mathématiciens :
« Il est difficile de donner la bonne impression des frontières des mathématiques aux non-spécialistes. En fin de compte, la difficulté provient du fait que les mathématiques sont un sujet plus facile que les autres sciences. Par conséquent, bon nombre des problèmes primaires importants du sujet, ont été résolus ou portés à un point où une approche indirecte est clairement requise. La grande partie de la recherche mathématique pure concerne des problèmes secondaires, tertiaires ou d'ordre supérieur, dont l'énoncé même peut difficilement être compris tant que l'on n'a pas maîtrisé beaucoup de mathématiques techniques. »

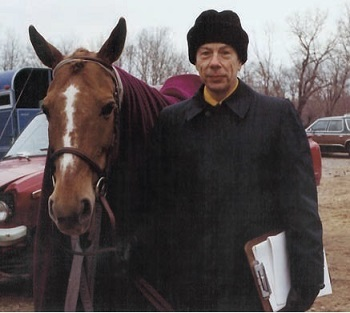
« Avec le bloc-note inévitable sous son bras », 1989

Gleason faisait partie du School Mathematics Study Group (en), qui a contribué à définir les nouvelles mathématiques des années 1960, des changements ambitieux dans l'enseignement des mathématiques aux niveaux élémentaire et secondaire américain mettant l'accent sur la compréhension des algorithmes par cœur. Gleason était « toujours intéressé par la façon dont les gens apprennent » ; dans le cadre de l'effort New Math, il a passé la plupart des matins pendant plusieurs mois avec des élèves de deuxième année.
En 1986, il a aidé à fonder le Consortium Calculus, qui a publié une série de manuels de « réforme du calculus ». Son credo pour ce programme comme pour l'ensemble de son enseignement était que les idées devaient être basées sur une visualisation des concepts, le calcul pour l'ancrage dans le monde réel et la manipulation algébrique pour le pouvoir. Cependant, le programme a été fortement critiqué par la communauté des mathématiciens pour son omission de sujets tels que le théorème des accroissements finis, et pour son manque perçu de rigueur mathématique.

## Travaux de cryptanalyse

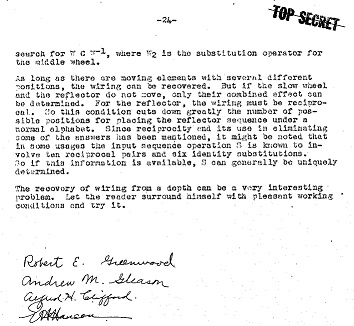
Rapport de Gleason (1945) et ses collègues concernant Enigma.

Au cours de la Seconde Guerre mondiale, Gleason faisait partie de l'OP-20-G, le groupe de renseignement et de cryptanalyse de la US Navy, leur tâche était de pénétrer les réseaux de communication allemands Enigma, en collaboration avec des cryptographes britanniques de Bletchley Park tels que Alan Turing. Les Britanniques ont décrypté deux de ces réseaux, mais le troisième, utilisé pour la coordination navale germano-japonaise, est resté ininterrompu à cause du fait qu'il utilisait une version simplifiée d'Enigma. Le résultat a été le décryptage de ce troisième réseau en 1944 (ce travail impliquait également des problèmes mathématiques plus profonds, liés aux groupes de permutations et au problème de l'isomorphisme de graphes).
Vers la fin de la guerre, il s'est concentré sur la documentation du travail de l'OP-20-G et sur le développement de systèmes pour la formation de nouveaux cryptographes.
En 1950, Gleason retourna en service actif pour la guerre de Corée, servant de capitaine de corvette dans le complexe de l'avenue Nebraska (qui devint beaucoup plus tard la maison de la division de la cybersécurité du DHS). Son travail cryptographique de cette période est reste classifié, mais on sait qu'il a recruté des mathématiciens et leur a enseigné la cryptanalyse. Il a siégé aux conseils de la National Security Agency et de l'Institute for Defense Analyses (en) et a continué de recruter et de conseiller les militaires sur la cryptanalyse, presque jusqu'à la fin de sa vie.

## Recherches mathématiques
Gleason a apporté des contributions fondamentales à des domaines très variés des mathématiques : en théorie des groupes de Lie, mécanique quantique et en combinatoire. Selon la célèbre classification de Freeman Dyson des mathématiciens comme étant soit des oiseaux, soit des grenouilles, Gleason était une grenouille : il travaillait à la résolution de problèmes plutôt que comme un visionnaire formulant de grandes théories.

### Cinquième problème de Hilbert

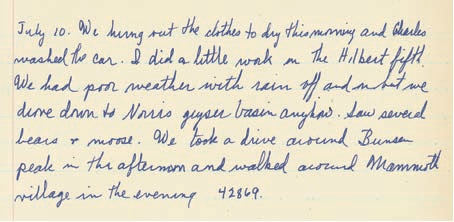
Journal (1949): « Le 10 juillet, nous avons étendu le linge ce matin et Charles a lavé la voiture, j'ai effectué un peu de travail sur le cinquième Hilbert. »

En 1900, David Hilbert a posé 23 problèmes qui, selon lui, seraient au cœur du prochain siècle de la recherche en mathématiques. Le cinquième problème de Hilbert concerne la caractérisation des groupes de Lie par leurs actions sur les espaces topologiques : dans quelle mesure leur topologie fournit-elle suffisamment d'informations pour déterminer leur géométrie ?
La version 'restreinte' du cinquième problème de Hilbert (résolu par Gleason) demande, plus précisément, si chaque groupe topologique localement euclidien est un groupe de Lie. Autrement dit, si un groupe G a la structure d'une variété topologique, cette structure peut-elle être renforcée en une structure analytique réelle, de sorte que dans tout voisinage d'un élément de G, la loi de groupe est définie par une série de puissances convergentes. Avant le travail de Gleason, Luitzen Egbertus Jan Brouwer, John von Neumann, Lev Pontryagin et Garrett Birkhoff, entre autres, avaient résolu des cas particuliers du problème.

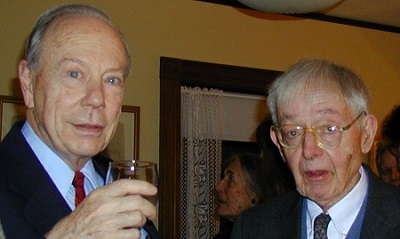
Avec son mentor George Mackey au 80e anniversaire d'Alice Mackey (2000).

L'intérêt de Gleason pour le cinquième problème a commencé à la fin des années 1940, suscité par un cours de George Mackey. En 1949, il a publié un article présentant la propriété « no small subgroups » des groupes de Lie, qui sera finalement cruciale pour sa solution. Son article de 1952 sur le sujet, accompagné d'un article publié simultanément par Deane Montgomery et Leo Zippin (en), résout la version restreinte du cinquième problème de Hilbert, montrant que tous les groupes localement euclidiens sont en effet un groupe de Lie. La contribution de Gleason était de prouver que ceci est vrai quand G a la propriété no small subgroups ; Montgomery et Zippin ont montré que chaque groupe localement euclidien possède cette propriété. En trouvant la solution, il a pris une semaine de congé pour l'écrire, et l'a imprimé dans les Annals of Mathematics aux côtés du papier de Montgomery et de Zippin ; un autre article, un an plus tard, par Hidehiko Yamabe (ja), a éliminé certaines conditions de la preuve de Gleason.
La version « sans restriction » du cinquième problème de Hilbert, plus proche de la formulation originale de Hilbert, considère à la fois un groupe localement euclidien G et une autre variété M sur laquelle G a une action continue. Hilbert demande si, dans ce cas, M et l'action de G pourraient se voir attribuer d'une structure analytique réelle. On s'est vite rendu compte que la réponse était négative, après quoi l'attention était centrée sur le problème restreint. Cependant, avec quelques hypothèses de régularité supplémentaires sur G et M, il est encore possible de prouver l'existence d'une structure analytique réelle sur l'action de groupe. La conjecture de Hilbert-Smith, encore non résolue, résume les difficultés restantes de cette affaire.

### Mécanique quantique

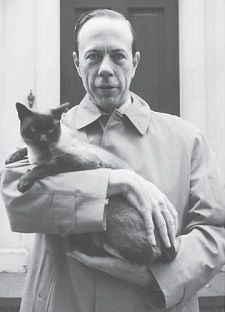
Avec son chat, vers 1966

George Mackey avait demandé si la règle de Born était une conséquence nécessaire d'un ensemble particulier d'axiomes en mécanique quantique, et plus précisément si chaque mesure sur le réseau de projections d'un espace de Hilbert pouvait être définie par un opérateur positif avec trace unitaire. Bien que Richard Kadison ait prouvé que c'était faux pour les espaces de Hilbert bidimensionnels, le théorème de Gleason (en) (publié en 1957) montre qu'il est vrai pour les dimensions supérieures.
Le théorème de Gleason implique l'inexistence de certains types de théories de variables cachées en mécanique quantique, renforçant un argument précédent de John von Neumann. Von Neumann avait prétendu montrer que les théories de variables cachées étaient impossibles, mais, comme le soulignait Grete Hermann, sa démonstration faisait l'hypothèse que les systèmes quantiques obéissaient à une forme d'additivité pour les opérateurs non-commutatifs. En 1966, John Stewart Bell a montré que le théorème de Gleason pourrait être utilisé pour enlever cette hypothèse supplémentaire de l'argument de von Neumann.

### Théorie

Le graphe de Greenwood–Gleason

≥ 3 seulement un nombre fini d'entre eux sont connus précisément, et un calcul exact de R(6,6) est pensé être hors de portée. En 1953, le calcul de R(3,3) a été donnée comme question dans le concours de Putnam ; en 1955, motivé par ce problème, Gleason et son co-auteur Robert E. Greenwood ont fait des progrès significatifs dans le calcul des nombres de Ramsey avec la preuve que R(3,4) = 9, R(3,5) = 14, et R(4,4) = 18. Depuis lors, seulement cinq de plus de ces valeurs ont été trouvées. Dans le cadre de leur démonstration, ils ont utilisé une construction algébrique pour montrer qu'un graphe complet de 16 sommets peut être décomposé en trois copies disjointes d'un graphe 5-régulier sans triangle avec 16 sommets et 40 arêtes (parfois dit graphe de Greenwood–Gleason).
Ronald Graham écrit que l'article de Greenwood et Gleason « est maintenant reconnu comme un classique dans le développement de la théorie de Ramsey ». À la fin des années 1960, Gleason est devenu le directeur de thèse de Joel Spencer, qui est également devenu connu pour ses contributions à la théorie de Ramsey.

### Théorie des codes

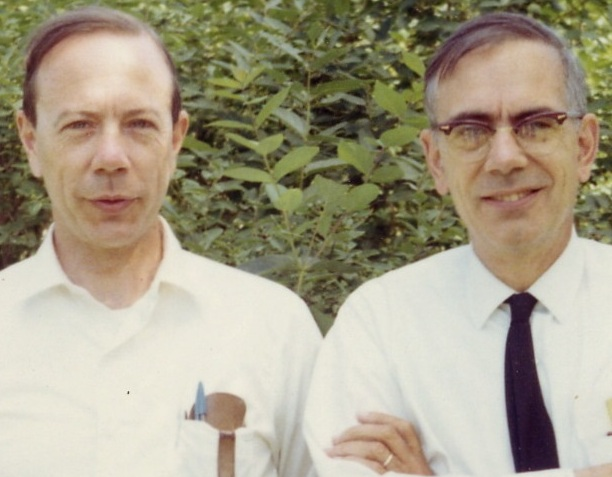
Avec son frère, le linguiste Henry Allan Gleason Jr., à Toronto, 1969

Gleason a publié seulement quelques contributions à la théorie des codes, mais elles furent très influentes, et incluent « beaucoup des idées séminales et des premiers résultats » en théorie algébrique des codes. Pendant les années 1950 et 1960, il a assisté à des réunions mensuelles sur la théorie des codes avec Vera Pless et d'autres, au Laboratoire de recherche de l'Armée de l'Air à Cambridge. Pless, qui avait déjà travaillé en algèbre abstraite mais qui est devenu l'un des plus grands experts mondiaux de la théorie des codes pendant cette période, écrit que « ces réunions mensuelles étaient ce pour quoi je vivais ». Elle posait fréquemment ses problèmes mathématiques à Gleason et était souvent récompensée par une réponse rapide et perspicace.
Le théorème de Gleason-Prange est nommé d'après le travail de Gleason avec le chercheur de l'AFCRL, Eugene Prange (en). Il a été initialement publié dans un rapport de recherche en 1964 par H. F. Mattson Jr. et E. F. Assmus Jr.
Gleason est aussi porteur du nom des polynômes de Gleason, un système de polynômes qui génèrent les poids des énumérateurs de codes linéaires. Ces polynômes prennent une forme particulièrement simple pour les self-dual codes : dans ce cas il n'y en a que deux, les deux polynômes x2 + y2 et x8 + 14x2y2 + y8. L'étudiante de Gleason, Jessie MacWilliams, a continué le travail de Gleason dans ce domaine.

### Autres domaine
Gleason a fondé la théorie des algèbres de Dirichlet, et a effectué d'autres contributions mathématiques, notamment son travail sur la géométrie finie et sur la combinatoire énumérative des permutations. De plus, il a aussi publié des recherches sur des mathématiques plus élémentaires, comme la description de l'ensemble des polygones pouvant être construits avec un compas, une règle et un trisecteur d'angle.

## Récompenses et honneurs

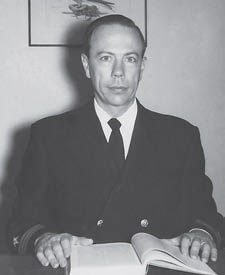
En uniforme de la Réserve navale, dans les années 1960

En 1952, Gleason reçoit le prix Newcomb Cleveland de l'Association américaine pour l'avancement des sciences pour ses travaux sur le cinquième problème de Hilbert. Il a été élu à l'Académie nationale des sciences et la société américaine de philosophie, il a été membre de l'Académie américaine des arts et des sciences, ainsi qu'à la Société mathématique de France.
Andrew Mattei Gleason, Cambridge, Society of Fellows of Harvard University, 1959, 135 – 136
En 1981 et 1982, il fut président de l'American Mathematical Society, et a, à plusieurs reprises, occupé de nombreux autres postes dans des organisations professionnelles et savantes, y compris la présidence du Département de mathématiques de Harvard. En 1986, il a présidé le comité d'organisation du Congrès international des mathématiciens à Berkeley, en Californie, et a été président du Congrès.
En 1996, la Harvard Society of Fellows a tenu un symposium spécial en l'honneur de Gleason au sujet de sa retraite après sept ans de présidence;a même année, l'Association des mathématiques d'Amérique lui a décerné le Yueh-Gin Gung and Dr. Charles Y. Hu Distinguished Service to Mathematics Award. Un ancien président de l'Association a écrit :
« En pensant et en admirant la carrière d'Andy Gleason, votre référence naturelle est la profession totale d'un mathématicien : concevoir et enseigner des cours, conseiller sur l'éducation à tous les niveaux, faire des recherches, agir en tant que leader de la profession, cultivant le talent mathématiques et servant son institution. Andy Gleason est cette personne rare qui a fait tout cela superbement. »
Après sa mort, une collection de 32 pages d'essais dans les Notices de l'American Mathematical Society a rappelé « la vie et l'œuvre de [cet] éminent mathématicien américain », l'appelant « l'un des géants silencieux des mathématiques du XXe siècle, un professeur accompli dédié à l'érudition, l'enseignement et le service dans une égale mesure. »

## Publications
Recherches
- A. M. Gleason, « Measures on the closed subspaces of a Hilbert space », Journal of Mathematics and Mechanics, vol. 6,‎ 1957 (DOI 10.1512/iumj.1957.6.56050, MR 0096113, lire en ligne)
- A. M. Gleason, « Finite Fano planes », American Journal of Mathematics, vol. 78,‎ 1956 (DOI 10.2307/2372469, MR 0082684).
- A. M. Gleason, « Projective topological spaces », Illinois Journal of Mathematics, vol. 2,‎ 1958 (MR 0121775, zbMATH 0083.17401, lire en ligne).
- A. M. Gleason, « A characterization of maximal ideals », Journal d'Analyse Mathématique, vol. 19,‎ 1967 (DOI 10.1007/bf02788714, MR 0213878).
- A. M. Gleason, Actes du Congrès international des mathématiciens (Nice, 1970), tome 3, Paris, Gauthier-Villars, 1971, 211–215 p. (MR 0424391).
- R. E. Greenwood et A. M. Gleason, « Combinatorial relations and chromatic graphs », Canadian Journal of Mathematics, vol. 7,‎ 1955 (DOI 10.4153/CJM-1955-001-4, MR 0067467).
- Andrew M. Gleason, Fundamentals of Abstract Analysis, Addison-Wesley Publishing Co., Reading, Mass.-Londres-Don Mills, Ont., 1966 (MR 0202509).

Livres
- A. M. Gleason, Robert E. Greenwood et Leroy Milton Kelly (en), The William Lowell Putnam Mathematical Competition : Problems and Solutions 1938–1964, Mathematical Association of America, 1980, 652 p. (ISBN 978-0-88385-462-4, MR 0588757, lire en ligne). lien Math Reviews.
- A. M. Gleason, Robert E. Greenwood et Leroy Milton Kelly (en), The William Lowell Putnam Mathematical Competition : Problems and Solutions 1938–1964, Mathematical Association of America, 1980, 652 p. (ISBN 978-0-88385-462-4, MR 0588757, lire en ligne).
- A. M. Gleason, Walter F. Penney et Ronald E. Wyllys, Elementary Course in Probability for the Cryptanalyst, Laguna Hills, CA, Aegean Park Press, 1985.
- A. M. Gleason et Deborah Hughes-Hallett, Calculus, Wiley, 1994.

Film
- Andrew M. Gleason, Nim and other oriented-graph games, Mathematical Association of America, 1966. 63 minutes, black & white. Produit par Richard G. Long et Allan Hinderstein.